# Traghetto veicoli Intra–Laveno

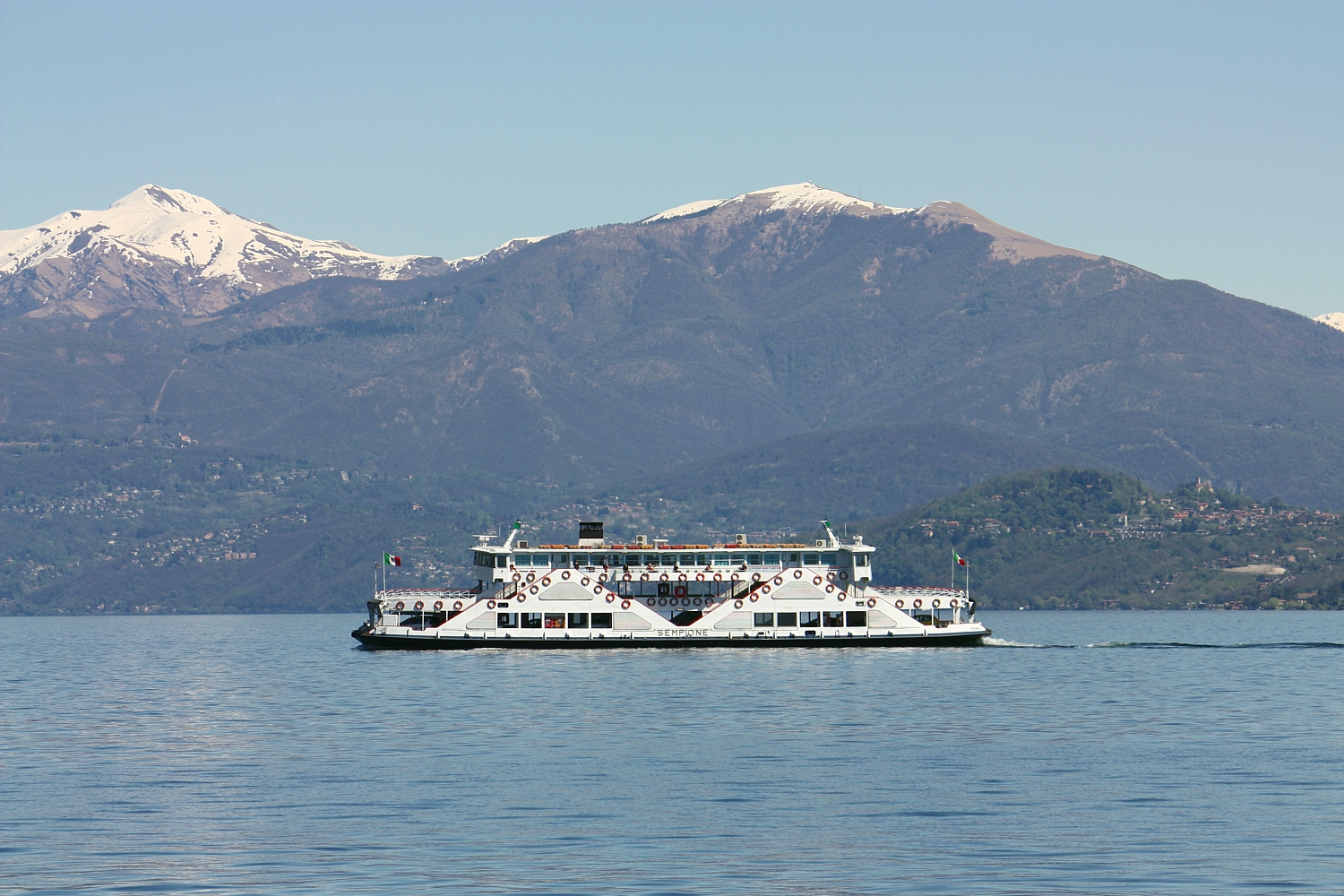
Le Sempione croisant en 2014 devant le Monte Tamaro et le Monte Lema.

Le Traghetto veicoli Intra–Laveno (en français bac à véhicules Intra–Laveno) est une liaison lacustre sur le lac Majeur, entre Intra (région du Piémont) et Laveno (Lombardie), permettant aux automobilistes d'éviter un long détour par la terre ferme. Les bateaux permettent également l'accès aux piétons et cyclistes.

## Historique
La premier bac sur le lac Majeur fut mis en service en 1929, avec la transformation du San Leonardo, une barge datant de 1890, et rebaptisé San Cristoforo. Celui-ci sera mis hors service quatre ans plus tard, remplacé par un nouveau bac homonyme. Le San Cristoforo II a été mis en service le 21 août 1933, il s'agit alors du premier vrai ferry sur les lacs italiens.
L'armateur actuel est le ministère des Infrastructures et des Transports.

### Bateaux
| Bateaux            | Bateaux | Lancement | Constructeur                      | Mise en service | Mise hors service | Capacité                  | Notes                                                             |
| ------------------ | ------- | --------- | --------------------------------- | --------------- | ----------------- | ------------------------- | ----------------------------------------------------------------- |
| San Cristoforo I   |         | 1890      |                                   | 1929            | 1933              |                           | ex-barge San Leonardo construite en 1890                          |
| San Cristoforo II  |         | 1933      |                                   | 1933            | 1960              | 20 voitures 492 passagers | vendu en 1960 démoli en 2005                                      |
| San Carlo          |         | 1951-52   | Cantieri Moncalvi Pavia           | 1959            | en service        | 24 voitures 330 passagers | premier bac amphidrome du lac                                     |
| San Gottardo       |         | 1957      | Cantieri Navali Breda Venezia     | 1962            | 2008              |                           |                                                                   |
| San Bernardino     |         | 1960      | Cantieri Navali Breda Venezia     | 1962            | en service        | 27 voitures 450 passagers | sister-ship du San Cristoforo                                     |
| San Cristoforo III |         | 1965      | Cantieri Navali Breda Venezia     | 1965            | en service        | 27 voitures 450 passagers | sister-ship du San Bernardino                                     |
| Sempione           |         | 1976      | Cantiere C.R.N Ancona             | 1977            | en service        | 90 voitures 600 passagers | deux ponts à voitures, hauteur des véhicules limitée à 2.20 m     |
| Verbania           |         | 1986      | Cantiere C.R.N Ancona             | 1986            | en service        | 1100 passagers            | après transformation (date inconnue), n'embarque plus de voitures |
| Ticino             |         | 1996      | Cantiere Navale Ferrari La Spezia | 1996            | en service        | 33 voitures 844 passagers |                                                                   |